# Slinga
Slinga is een bestuurslaag in het regentschap Purbalingga van de provincie Midden-Java, Indonesië. Slinga telt 4594 inwoners (volkstelling 2010).